# Kathedraal van Worcester
De kathedraal van Worcester is een anglicaanse kathedraal in Worcester, Worcestershire, Engeland, en is de zetel van de bisschop van Worcester. Het bisdom Worcester bestaat al sinds het jaar 670. 

## Geschiedenis
De bouw van de huidige kathedraal werd begonnen op initiatief van Sint-Wulfstan. De eerste kathedraal was gebouwd in 680 en een tweede werd gebouwd vanaf 983. Deze kathedraal ging in 1113 in de vlammen op tijdens een grote stadsbrand. Er werd daarna begonnen aan de bouw van een nieuwe kathedraal. In de middeleeuwen was de kathedraal een bedevaartsoord door de graven van de heiligen Wulfstan en Oswald van York. Tot 1540 was er ook sprake van een klooster, maar deze verdween tijdens de regeerperiode van Hendrik VIII van Engeland. Tijdens de Engelse Burgeroorlog raakte de kathedraal zwaar beschadigd, waardoor er in de tijd van Karel II van Engeland herstelwerken nodig waren. In het victoriaans tijdperk was er sprake van een grote en belangrijke restauratie.

## Trivia
- Tussen 1999 en 2007 stond de kathedraal afgebeeld op briefjes van 20 pond.